# 샹바핑춰

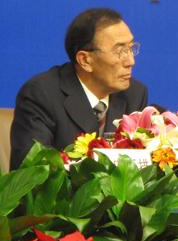

참파 푼톡(བྱམས་པ་ཕུན་ཚོགས་ 중국식 이름: 향파평조, 向巴平措, 1947년 5월 - )은 중화인민공화국의 정치인이다. 티베트 자치구 주석을 지냈다. 현재 제12기 전국인민대표대회 상무위원회 부위원장이다. 중국 공산당 제16기 중앙후보위원과 17기 중앙위원이다.

## 생애
티베트 자치구 카뤄구]에서 태어났다. 충칭 대학 기계공학과를 졸업했다. 1974년 중국 공산당에 입당했고, 1980년 티베트 자치구 보미현 당위원회 서기를 거쳐 1983년 창두시 행정공서 부전원, 1992년 티베트 자치구 산난시 시위원회 부서기와 행정공서 전원을 지냈다. 1995년 이후 산난시와 라싸시 시위원회 서기를 차례로 역임하고 2003년 티베트 자치구 당 상무위원회 부서기를 거쳐 티베트 자치구 주석에 임명되었다.
중국공산당 제16기 중앙후보위원과 제17기 중앙위원을 지냈다.